# Parata Airlines
 (décembre 2024).
플라이강원
Fly To Your Dream
Fly Gangwon (en coréen : 플라이강원) est une compagnie aérienne low cost sud-coréenne qui a été fondée en 2016 et qui a effectué son premier vol le 22 novembre 2019 de Yangyang à Jeju. Elle est basée dans la province de Yangyang. Elle fait partie des neuf compagnies aériennes à bas-coûts sud-coréennes qui occupent 55% du trafic aérien du pays,.

## Histoire
En 2019, le gouvernement sud-coréen donne son autorisation pour le lancement de trois compagnies aériennes low-cost (Aero_K, Air Premia et Fly Gangwon), qui satisfaisaient les conditions imposées par le gouvernement à savoir au mois 13,5 millions de dollars de capital, la compétences des dirigeants et la composition de la flotte, et leur capacité à engager des pilotes et du personnel de cabine et produire un manuel d’utilisation adéquat  Ces trois nouvelles compagnies viennent concurrencer le marché des transporteurs low-cost déjà très fourni en Corée du Sud avec six autres compagnies (Jeju Air, Jin Air, Air Busan, T'way Air, Eastar Jet et Air Seoul),.
Fly Gangwon se base dans le petit aéroport de Yangyang (Nord-Est du pays), et compte lancer 25 routes dont des destinations vers la Chine, le Japon et les Philippines. Côté flotte, elle prévoit arriver à neuf Boeing 737-800 d’ici 2022.
Sa première destination internationale Taiwan Taoyuan International Airport est lancée un mois après son vol d'inauguration.

## Flotte
En novembre 2020, Fly Gangwon opère le parc d'avions suivant, :
| Avion          | En service | Commandes | Passagers | Remarques |
| -------------- | ---------- | --------- | --------- | --------- |
| Boeing 737-800 | 3          | —         | 186       |           |
| Total          | 3          | —         |           |           |